# Compagnie des Glénans
Pour les articles homonymes, voir Glénan (homonymie).
Compagnie des Glénans est une holding non-cotée détenue à 100 % par Bolloré Investissement

## Participations
- Compagnie du Cambodge : 22 %
- Plantations des Terres Rouges : 39 %
- Socfin : 55,2 %
- Société Bordelaise Africaine : 90,4 %
- Socfinal : 8,4 %